# Gangaol
Gangaol est une commune située dans le département de Bani, dans la province de Séno, région du Sahel, au Burkina Faso.

## Géographie
Gangaol est traversé par la route nationale 3.